# Kinosternon integrum
Kinosternon integrum là một loài rùa trong họ Kinosternidae. Loài này được Le Conte mô tả khoa học đầu tiên năm 1854.